# Polystichum titibuense
Polystichum titibuense är en träjonväxtart som beskrevs av Kurata. Polystichum titibuense ingår i släktet Polystichum och familjen Dryopteridaceae. Inga underarter finns listade.